# 雷纳托·彼得罗尼奥
雷纳托·彼得罗尼奥（義大利語：Renato Petronio，1891年2月5日—1976年4月9日），意大利男子赛艇运动员。他曾代表意大利参加1928年和1936年夏季奥林匹克运动会赛艇比赛，获得一枚金牌。